# 나가토 (나루토)
나가토(長門) 또는 페인(ペイン)는 아카츠키(暁)와 비 마을（雨隠れの里）의 리더로, 질풍전 시리즈의 주조연이다. 아카츠키 멤버들에게는 "리더"라 불리지만, 파트너인 코난(小南)에게는 이름으로 불린다. 나가토는 아카츠키 멤버들에게 임무를 나눠주고 리더로써 그들의 행동들을 주관한다. 아카츠키 멤버들에게는 비밀로 토비[가짜 우치하 마다라(우치하 오비토)]와 협력하고 있었다.

## 나가토의 배경
우치하 마다라에 의거하면, 나가토는 우즈마키 일족(うずまき一族)의 자손이다. 제 2차 니계대전(第二次忍界大戦) 일어났을 당시에는 나가토는 부모님과 비 마을 가까이에 살고있었다. 하루는 두명의 나뭇잎 닌자（木ノ葉の忍）들이 나가토의 집을 빈집이라 인식하고 음식을 찾기위해 침입했다. 나가토의 부모님은 자신들이 죽을것이라고 확신하고 그 두 닌자를 공격하고, 그 틈을 틈타 나가토를 도망치게 하려고 했다. 하지만 나뭇잎 닌자들은 나가토의 부모님을 적군닌자로 착각하여 살해한다. 그때 나가토는 부모님을 잃은 깊은 슬픔으로 처음으로 윤회안(輪廻眼)을 일으키고 동력으로 나뭇잎 닌자들을 살해한다. 성인이 되었을 때 나가토는 이 사건을 자신의 첫 번째 비수같은 고통이라고 칭했다.
가족을 잃은 나가토는 문들을 두들이며 음식을 구걸하는 떠돌이 신세가 되었다. 그때 나가토는 "치비"라는 강아지를 만나고, 그 후에 코난과 야히코(弥彦)를 만난다. 하루는 한조와 지라이야, 츠나데, 오로치마루 (이 대결 후, 나뭇잎 마을 전설의 3닌자로 칭해진다)가 싸우는 곳 주변을 우연히 걷다가 엄청 큰 폭발로 인해 셋은 다치고 치비는 죽는다. 나가토는 세상을 바꾸겠다고 결심한다. 전쟁이 끝나고 나가토, 코난, 야히코(비 마을 고아들)은 전설의 3닌자와 맞닥드린다. 그 만남 이후 지라이야는 비 마을 고아들과 남아 인술을 가르치게 된다.
지라이야와 같이 살게 된지 얼마 되지 않았을 때, 나가토와 야히코는 공격스러운 바위마을(岩隠れの里) 닌자를 만난다. 나가토는 그때 다시한번 윤회안을 가동시켜 바위닌자를 죽이고 야히코를 지킨다. 코난의 말을 듣고 달려온 지라이야는 그때 나가토의 윤회안을 보고 그들에게 인술을 가르치기를 결심한다. 나가토는 바위닌자를 죽인것에 괴로워 하며 죄책감에 시달리며, 지라이야에게 코난과 야히코를 지킬수 있게 가르쳐 달라고 한다. 지라이야의 답은 나가토에게 "육도선인(六道仙人)의 눈을 가진 너는 나중에 크면 그 눈을 이용해 그 둘을 지키며 세상에 평화를 찾으면 된다"고 했다. 그리고 3년 후 지라이야는 그들이 자립할 수 있는걸 알때 나뭇잎마을로 돌아왔다.

### 초대 아카츠키(暁)
그 후 몇년간 비 마을 고아들의 위업들을 들은 지라이야는 후에 그들이 죽었다는 소식도 듣게된다. 사실은 나가토, 코난, 그리고 야히코는 평화를 찾기위해 한걸음씩 나아가기 시작한 것이었다. 그들은 야히코를 리더로하여 아카츠키를 결성했다. 아카츠키는 전쟁을 끝내고 싶다는 마음을 품은 실력있는 추종자들로 이루어져 있었다. 그러한 아카츠키를 경계하던 비 마을의 리더, 도롱뇽 한조(山椒魚の半蔵)는 나뭇잎 마을의 암부:뿌리（暗部：根）의 시무라 단조(志村ダンゾウ)와 합세하여 아카츠키를 무너뜨리려고 했다. 평화를 의논한다는 명목 하에 한조는 나가토와 야히코 그리고 코난을 매복지로 불러내었다. 그때에 한조는 나가토에게 야히코와 코난 둘중 한명을 선택하라고 협박했다. 나가토에게 선택을 강요하고 싶지 않았던 야히코는, 자의로 나가토가 들고있던 쿠나이로 돌진했다. 그때 야히코는 죽어가면서 나가토에게 꼭 살아남아서 지라이야가 말했던 것처럼, 이 세상의 구세주가 되라고 했다. 후에 나가토는 이것이 자신의 두 번째 비수같은 고통이라고 칭했다.
엄청난 충격을 받는 나가토는 코난을 구해내고, 야히코의 시체를 옆에 두고 한조의 부하들을 공격하기 시작했다. 그 때 나가토는 소환수:외도마상(口寄せ：外道外道)을 이용해 한조를 제외한 모든 인력들을 제거할 수 있었다. 하지만 그 인법은 나가토를 쇠약하게 만들고 등에는 수많은 차크라 수신기로 인해 거동불능의 상태가 되었다. 그는 그때 비 마을에 대한 충성을 고하며 자신의 비 마을 서클렛에 가운데에 가로로 직선의 줄을 그으며, 세상에 그의 고통을 가르치기로 마음먹었다.
그 후 야히코의 시체는 육도페인(ペイン六道)중 천도(天道)의 몸으로 쓰였고, 아카츠키의 리더로 만들었다.
육도페인을 소유하면서, 나가토는 비 마을의 반란군들을 이끌고 한조와 한조의 측근들을 다 죽임으로 인해 비 마을의 리더가 되었다.

## 모습
나가토는 피부가 희고 턱까지 오는 빨간머리(우즈마키 일족의 특징)와, 나가토를 더욱 더 눈에 띄게하는 윤회안을 갖고있다. 어린 나가토는 머리가 눈을 항상 가리고있어서 보통의 눈은 보인적이 없다. 나가토는 장신의 성인이 되었지만, 외도마상 소환후에는 눈에 띄게 쇠약해지고 등에는 차크라 수신기를 꽂게 됐다. 등을 제외하고 양어깨 관절과 팔뚝, 그리고 쇄골 밑에 스크류드라이버과 흡사한 두개의 차크라 수신기를 꽂고있다. 거행이 불편해진 나가토는 기계에 의존하고 있었는데, 그 기계는 자기방어를 위해 차크라를 방해하는 칼날을(사실상 차크라 수신기이다 지라이야를 무참히 살해한 축생도를 제외한 5명이 쓴 무기들 역시 차크라 수신기를 날카롭게 만들어 창으로 사용한 것이다) 쏠수 있었다. 나가토는 유일하게 아카츠키 유니폼을 입지 않았던 구성원으로, 줄이 그어진 써클렛도 한조를 죽인 후에는 쓰지 않았다. 하지만 여섯명 모두의 육도페인은 써클렛을 하고있었다. 차크라를 모두 소진시키면서까지 나뭇잎 마을 주민들을 모두 살리기 위해 나가토가 사용한 마지막 인술인 외도:윤회천생술(外道:輪廻天生の術)은 나가토의 빨간 머리를 백발로 만들었다. 
제4차세계닌자대전(第四次忍界大戦)때에 카부토로 인해 부활했을 당시에는, 등에 있던 차크라 수신기를 제외하곤 죽을 당시와 동일한 모습으로 있었다. 하지만 버전 2 상태의 킬러 비와 싸울때 빨아들인 차크라로 힘을 얻은 나가토는, 빨간 머리과 근육들을 다시 얻음으로 인해 초기 아카츠키 당시와 비슷한 모습으로 돌아왔다.

## 성격
나가토는 예민하지만, 착하고, 잘 울고, (자신의 친구를 살리는 일임에도 불구하고)살인에 대한 충격이 컸다. 겁이 많고, 세상에서의 자신의 위치가 불확실하다 생각했고, 자신이 소중하게 여기는 사람들을 지키고 싶었지만 방법을 알지 못했다. 나가토는 비 마을에서 "신의 천사"라 불리는 한결같이 코난을 존중하고 친절하게 대했다. 코난을 지키기 위해선, 지라이야와 코난과의 대결에서와 같이, 부탁받지 않아도 주저하지 않고 지켜줬다. 코난이 유일하게 나가토를 이름으로 부르는 구성원이었다. 나가토는 야히코를 향한 코난의 감정을 잘 알고 있기 때문에, 둘만의 시간을 주었다.
페인으로써의 나가토는 매우 달랐다. 아주 침착하고, 진지하며, 냉담하며 고립된 인간이었다. 나가토는 어릴때 경험했던 충격들과 아픔들이 고통과 아픔의 참 뜻이라 전하며 자신을 "신"이라 칭했다. 또한 자신이 모든 인간들보다 우월하다 믿었다. 나가토는 미래에 일어날 전쟁을 막기위해 죄책감 하나 없이 완전파괴를 하고 그로 인해 이 세상이 고통의 참 뜻을 깨닿길 원했다. 나중에 나가토는 자신의 계획을 위해 옛 선생이던 지라이야까지 죽이기에 이른다. 그리고 자신을 평화의 신이라고 칭하며 이 세상에 고통을 가져옮으로써 모든것들이 성숙해 지기를 원했다. 나가토는 야히코가 항상 말하던, 그 누구도 참 고통을 알지 못하면 참 평화도 모른다는 생각을 받아들인다. 나미카제 미나토는 우치하 마다라가 자신의 계획을 성사시키기 위해, 이 생각을 이용해 나가토를 조종했다고 했다. 
애니메이션에서는, 나가토는 "고통"에 대해 얘기할때면 예민하게 그려졌다. 모리노 이비키가 특별소환수를 이용해 자신과 축생도의 고통을 연결시키는데, 그때 나가토는 축생도를 통해 그의 격노를 표현했다. 그는 이비키는 참 고통을 눈꼽만큼도 모른다고 칭하며 이비키를 맹렬히 공격했다.
하지만 이런성격과 동시에, 나가토는 특히 죽은 사람들에 대해 경의를 표하였다. 예를 들자면, 아카츠키 멤버들에게 서로 조금 더 좋은 관계를 지니도록 유도하였다. 그리고 데이다라가 죽었을 때는 모두에게 묵념하라 이르고, 키사메가 히단과 카쿠즈를 "좀비콤비"라고 칭했을 때는 그를 나무랐다. 육도를 이용해 지라이야를 죽였을 때에는 그의 옛 선생의 능력을 존중하며 묵념의 시간을 가졌다.
나뭇잎 마을이 나가토의 인생 속 비극들을 가져온 근원으로써 나뭇잎 마을에 대한 큰 반감심이 있었지만, 지라이야와 함께한 시간들로 인해 마음을 조금씩 고쳐먹었다. 하지만 여전히 나뭇잎 마을은 다른사람들에게 비극을 가져옮으로써 이익을 차지한다 생각해서, 나뭇잎 마을과 옛 선생님에 대한 증오가 더욱 더 커졌다.
부활 후의 나가토는 근심과 걱정이 없었고 더 큰 온화함으로 농담까지 할 수 있는 성격을 갖고있었다. 또한 나루토를 향한 믿음까지 더 강해져 있었으며, 우치하 이타치에게 말하기를, 나루토가 구미를 이기고 구미를 마음대로 조종할 수 있게 된것에는 놀랍지 않다고 했다, 왜냐하면 나루토 역시 자신의 옛 선생님에게 수련을 받았기 때문이다 라고 했다.

## 능력
그는 아카츠키의 리더이자  비 마을의 내전의 승리자로, 엄청난 힘을 가진 닌자였다. 그는 또한 아카츠키에서 가장 강력한 구성원으로 분류되었는데, 나가토의 나뭇잎 마을 공격당시엔 육도페인을 조종하고, 많은 인술을 쓴 후에도 선인모드의 나루토와 싸우고 점령당시 죽은 나뭇잎 마을의 모든 사람들을 살려낼수 있는 차크라를 갖고있었다. 코난의 의거하면, 페인은 무적으로, 싸움에서 한번도 진적이 없다고한다. 마다라 역시 지라이야의 능력에 감탄하면서 나가토의 그런 능력을 거론할 정도였다. 나가토는 육도페인을 사용함으로 인해 지라이야를 손쉽게 이겼다. 지라이야와의 대결 후 나가토는, 만약 그가 육도페인을 소유하지 않고, 지라이야의 환법방법을 알지못함과 동시에, 지라이야가 육도페인의 비밀을 알았다면 자신은 이기지 못했을것이라 말했다. 제츠는 나가토가 모든 차크라를 소진한체 죽었다는 사실에 경악을 금치 못했다. 야쿠시 카부토의 소환술:예토전생(口寄せ：穢土転生)로 인해 부활했을 때는, 나루토와 킬러B를 손쉽게 제압하고 죽이기 바로 직전까지 이른다. 하지만 우치하 이타치의 방해로 인해 실패하고, 그들 셋과 대결하기에 이른다. 나가토도 우즈마키 일족의 한 사람으로써 믿을 수 없을만큼 장수할 수 있는 가능성이 있었다.
나가토의 다리는 예전에 매복지에서의 한조의 화둔 술법(기폭찰을 감아 터뜨리는 기술)에 당한 탓에 많이 손상되어있었다. 그래서 혼자의 힘으로 서 있을수는 있었으나 빨리 움직일수는 없었다. 거기에  외도마상 소환과 외도마상에서 나온 차크라 수신기 때문에 피골이 상접한 몰골이되었다 그러한 이유로 그를대신할 육도페인을 만들어 조종했다. 부활 후엔 소환술을 이용해 움직이고 상대의 공격이 닿지 않을곳으로 피할 수 있었다.
- 윤회안

나가토의 엄청난 힘의 근원은 그의 혈계한계인 전설의 윤회안에서 온다고 할 수 있다. 이 혈계한계는 세계의 첫 닌자이자 현대의 인술의 창시자인 육도선인의 것으로 전해진다. 지라이야에 의하면, 나가토는 10세에 세상에 존재하는 모든 인술을 다 깨우쳤고, 유일하게 여섯개 모두의 자연기변환능력을 소유하고 있는 사람이다. 이비키에 의하면 윤회안은 나가토가 원하는 인술을 구사할 수 있게 해준다고 하였다. 나가토는 환술에 능숙하고, 자신의 부하들이 갖고있는 비밀정보를 흘리지 않게 위해 함정과 장벽을 그들의 머릿속 안에 설치하였다. 
또 윤회안은 다른 모든 동술들의 능력과 같이 다른 닌자들의 차크라의 위치를 볼 수 있다.

### 페인 육도(六道)
육도란, 불교의 윤회의 한 부분인 삼계육도중 욕계(欲界)에 속한 세계를 뜻한다. 그 세계는 천도(天道),수라도(修羅道),인간도(人間道),축생도(畜生道),아귀도(餓鬼道), 그리고 지옥도(地獄道)로 분류되는데, 페인의 여섯 신체들은 각각 육도의 이름을 갖고있다. 육도 페인의 공통점은 밝은 주황색의 머리색깔과 윤회안이다(수라도는 대머리다). 각각의 페인들은 얼굴과 몸의 수십개의 피어싱을 하고있는데, 그 피어싱들의 모양, 사이즈, 그리고 장착 패턴은 모두 달랐다. 그들은 소환술, 인술 흡수, 생각 읽기 등 모두 다른 능력을 갖고있었다. 나가토 자신은 일곱번째 페인인 외도(外道)로, 살아있는 모든것들의 생명과 죽음에 대해 제어력이 있었다. 페인들은 모두 시야를 공유 하므로 앞뒤로 포위 됐다고 둘중 하나의 뒤로 가서 공격 하는 건 통하지 않는다 시야를 공유 하므로 손바닥 뒤집듯이 피하면 그만, 따라서 후카사쿠는 페인을 상대할 때 한번에 한명씩상대하는 것이 제일 알맞은 공격 방법이라고 했다.
코난이 말했듯이, 나가토는 윤회안의 힘으로 육도페인의 모든 능력들을 쓸수있는 능력이 있었다. 이것은 후에 카부토에 의해 부활했을 때 증명되었다. 육도페인의 모든 능력을 본체에 다 갖고있는 부활 한 나가토는 무적의 상대였다. 그는 다수의 페인들의 능력들을 동시에 구사할 수도 있었으며, 나루토는 본체를 사용하는 나가토의 술법들의 힘과 속도는 훨씬 더 강력했다고 했다. 킬러B와의 대결 중에는 아귀도의 능력인 흡수술을 이용하여 2단계의 킬러B의 차크라를 흡수할 수 있었다. 참고로 육도 페인의 대사는 나가토의 담당 성우가 맡고있다 다만 나가토 본체와는 달리 냉정하고 차가운 톤이다 두 번째 축생도는 한국판의 경우 김율이라는 성우가 담당하게 되었다
페인 수라도(修羅道)는 몸 내부가 각종 살인 기계들로 채워져 있으며, 이 기계들로 공격한다.실상 매인 사용 무기는 유도 미사일뿐 3개의 얼굴이 돌아감에 따라 무기가 교체되며 6명의 페인 중 선봉. 간단한 칼부터 미사일까지 별의별 무기들이 장착돼 있다. 지라이야의 팔을 잘라버린 녀석. 츠나데 공격 직전에 선인모드의 나루토가 날린 나선환(螺旋丸)한방에 황천길로 간다. 힘이 매우 샌데 여성체로 바뀐 축생도를 엄청난 속도로 집어 던지는 괴력을 보여준다 육도 윤회에서 수라는 전쟁과 폭력으로 생존하는 세계다. 아수라는 수라세계의 우두머리다. 카카시와 전투시 때처럼 양쪽 뺨에 얼굴이 하나씩 자라나고 팔이 6개가 되는등 기괴한 신체 변형이 가능하다 대머리인데 서클렛 위쪽 부분의 피부가 5등분으로 조각 나면서 열리면 파괴용 레이저빔 발사 장치가 등장한다. 주요 공격법은 오른손을 비틀어 당겨서 그속에 장치된 미사일을 꺼내 공격 하는 것이다 닌자 세계에 미사일이 존재 하는 것 자체가 말이 안되는 설정 카카시에게 처참하게 당해 거의 박살난후에도 마지막 힘을 짜내 등에 감춰진 거대 미사일을 쵸지에게 날린다. 육도 페인중 가장 말이 없는 두명 중 하나다.(수라도와 아귀도가 제일 말이 없다)수라도의 시체는 지라이야가 왕 두꺼비 선인의 예언에 따라 세상을 바꿀 변혁자를 찾아 여행을 하던 도중 만난 꼭두각시 술사다(지라이야 인법천참조) 수라도의 얼굴은 하얀색에 대머리이며 얼굴의 차크라 수신기는 턱에 큰 사이즈1개 코에 문손잡이 모양1개 뺨에 작은 사이즈 수신기가 2개씩 4개 서클렛 위쪽의 머리에 뿔모양의 수신기가 다수가 박혀있다
페인 아귀도(餓鬼道)는 모든 인술을 흡수하는 능력을 갖고 있다. 방어형으로 인술의 능력과 크기를 모두 무시하고 흡수한다. 체술(対術)공격에 약하다. 대규모공격은 흰색깔의 돔 같은 것을 둘러 흡수한다 육도 페인중 가장 말이 없는 두명 중 하나다 육도윤회에서 아귀는 배는 태산만한데 목구멍은 바늘구멍 크기라 먹지를 못해 항상 목마름과 배고픔에 시달리는 세계다. 나루토의 차크라를 흡수하던 중 자연 에너지를 지나치게 흡수하여 두꺼비 석상이 되어 죽는다. 아귀도의 시체는 지라이야가 왕 두꺼비 선인의 예언에 따라 세상을 바꿀 변혁자를 찾아 여행을 하던 도중 술집에서 만난 두닌자중 하나다 풀마을 출신이다 농사지어 힘들게 번 돈을 도박으로 날린사내(지라이야 인법천참조) 아귀도는 올백으로 넘긴 주황색 머리에 양쪽 귀에 안테나 모양 수신기 1개씩 뺨에 뿔모양의 중형수신기를 양쪽에 1개씩 코에 수신기 2개 아랫 입술에 역삼각형 모양 수신기 5개를 박고있다
페인 인간도(人間道)는 희생자의 머리에 손을 대고 그의 두뇌에 있는 모든 정보를 단숨에 읽어낼 수 있는 능력을 가졌으며, 희생자의 혼백을 뽑아낼 수도 있다. 감지능력도 무효화한다. 선인모드 지라이야의 돌려차기에 얻어맞아 눈이 퉁퉁 부어 능력 사용을 못한 페인 활약상이 적어 육도페인중 약체로 평가되나 나뭇잎 마을 침공 당시 암부조차도 모르게 접근해 시즈네를 북망산으로 보내버렸다. 나루토의 풍둔：나선수리검(風遁:螺旋手裏剣)에게서 축생도를 구해내고 세포 분해되어 사망 인간도의 시체는 지라이야가 왕 두꺼비 선인의 예언에 따라 세상을 바꿀 변혁자를 찾아 여행을 하던 도중 술집에서 만난 두닌자중 하나다 폭포마을 출신(지라이야 인법천참조) 인간도는 장발의 주황색 머리칼에 뺨에 작은 사이즈의 수신기를 양쪽에 2개씩 턱에도 작은사이즈 수신기 2개 코에 사선으로기울어진 수신기를 2개를 박고있다
페인 지옥도(地獄道)는 희생자의 목을 잡은 뒤 자신의 뒤에 지옥의 왕을 소환할 수 있으며, 지옥의 왕이 희생자의 혼백을 강제로 가져가버리게 할 수 있는 능력을 갖고 있으며 죽은 페인을 살릴 수 있다. 상대의 말이 진실인지 거짓인지를 판별할 수 있다. 거짓이면 죽여 버린다. 진실과 거짓을 판별하는 법은 우선 지옥의 왕을 소환후 질문을 한다 예를 들어 "우즈마키 나루토는 지금 이 마을에 있는거냐 없는거냐 어느쪽이냐?" 식으로 묻는다 희생자가 대답을 하면 희생자의 입에서 혀같은 것이 길게 나오며 지옥의 왕이 손가락이 달린 혀로 그것을 잡는다 그리고 지옥도가 "그럼 판결을 내리겠다" 라고 하면 지옥의 왕이 희생자가 거짓을 말했을 경우 그 혀같은 것을 뽑아버려 죽인다. 거짓말이 아니면 죽지 않는다. 인술과 체술엔 약하다. 다만, 자신을 방어할정도의 간단한 체술은 구사가능 그래봐야 단순한 격투 기술에 지나지 않지만, 전투시 후방에서 전투불능 또는 사망한 페인을 살려주는 힐러이며, 지옥도가 살아있는 한 어떤 페인을 죽여도 다 살아나기에 나루토의 분석 결과 제일 먼저 죽여야 되는 페인이다. 사망한 페인을 살리는 법은 지옥의 왕을 불러낸후 지옥의 왕이 손가락이 달린 혀로 죽거나 중상을 입은 페인을 잡아 입안에 넣고 씹는 동작을 몇번하고 입을 벌리면 들어갔던 페인이 회복되거나 살아나온다. 지옥의 왕도 윤회안을 가지고 있다. 육도윤회에서 지옥은 가장 고통 받는 곳이다. 불교에선 팔열지옥 팔한지옥 등 수십 개의 지옥이 존재한다고 한다. 코노하마루의 나선환에 의해 쓰러지나 치명적이지 않았고 나루토의 나선간환에 의해 죽는다 지옥도의 시체는 지라이야가 왕 두꺼비 선인의 예언에 따라 세상을 바꿀 변혁자를 찾아 여행을 하던 도중 사람들을 모아놓고 연설하던 사내다(지라이야 인법천 참조)지옥도는 천도보다 조금 더긴 뾰족뾰족한 주황색 머리칼에 눈사이에 작은 수신기 1개 뺨의 여덟팔자 주름을 따라 양쪽에3개씩6개의수신기 아귀도처럼 귀에 안테나 모양 수신기를달고있다 다만 양쪽 귀에 1개씩 단 아귀도와 달리 양쪽귀에 3개씩 6개를 달고 있다
페인 천도(天道)는 인력과 척력을 조종할 수 있는 능력을 가졌다. 척력으로 일미의 수학(一尾の守鶴)과 만화경 사륜안의 스사노오(須佐能乎)를 능가하는 절대 방어를 구사하며 지폭천성(地爆天星) 신라천정(神羅天征) 술법을 구사한다. 상대를 튕겨내는 신라천정은 최소 5초의 연속 공격시간을 가진다 규모가 클수록 다음 공격을 할때까지의 쿨타임이 엄청 길어진다. 규모가 커지면 나뭇잎 마을 하나 정도는 무리없이 파괴한다. 또한 상대를 당기는 만상천인(万象天引)이있다. 그리고 비를 조종할 수 있다. 여섯 페인 중 최다수로 등장한다. 나루토의 환영분신 연계 나선환에 의해 사망한다. 육도 윤회에서 천은 하늘나라의 신적인 존재다. 육도 페인중 가장 말이 많다. 아마도 나가토가 친구였던 야히코의 시체로 만든게 천도라 정이 가서 그런지 천도를 통해 할말을 다한다. 육도중 가장 강력체다.천도의 몸은 다른 페인과 달리 소중히 다뤄졌으며 천도를 지키키 위해 다른 페인들을 희생 시켰다 천도의 시체는 나가코와 코난의 친구이자 지라이야의 최초 제자중 하나인 야히코다 천도는 천상도라고도 불린다 천도는 야히코의 생전 머리칼과 같은 머리칼을 하고 있다 다른 페인의 머리칼이 밝은 주황색인것도 천도와 통일성을 주려고 그런건지도 코에 좌우 대칭형으로 6개의 수신기를 양쪽 귀에 막대 모양 수신기 1개와 귀걸이 모양 수신기를 6개 달고 있다
페인 축생도(畜生道)는 각종 소환수를 소환하는 능력을 갖고 있다. 지라이야와 결투당시의 축생도와 나뭇잎 마을 침공 당시의 축생도는 다른 모습인데 결투에서 죽은 뒤 시체를 찾지못한 축생도를 대신해 나가토가 생사의 술법으로 여자의 시체로 새로운 축생도를 만들었다. 가마분타(ガマブン太)의 입속에서 나루토의 나선간환에 맞아 죽는다. 축생은 죄를 지은 자가 짐승으로 태어나는 세계다. 공격용 방어용 소환수를 불러내며 공격용은 가마분타급의 공격력을,방어용은 모래의 수학급의 방어력을 자랑한다 모든 소환수에겐 차크라 수신기와 윤회안이있다. 전(前) 축생도의 시체는 지라이야가 왕 두꺼비 선인의 예언에 따라 세상을 바꿀 변혁자를 찾아 여행을 하던 도중 단지 적이 숨어 있을거란 이유로 마을 하나를 통째로 날려 버린 후우마 일족의 닌자다 이후 지라이야와 후우마 닌자와의 결투장면과 대사는 후일 지라이야가쓴 책 근성 닌자전에 그대로 들어가 있다(지라이야 인법천참조)후(後)축생도는 지라이야에 의해 사망하여 빼앗긴 후우마 일족 닌자 시체로 만든 축생도를 대신하여 지라이야가 비마을 잡입당시 마추친 2명의 비마을 하급닌자가 운반해 온 여자의 시체로 만들었다 후축생도의 한국판 목소리는 김율이라는 성우가 담담했다 전축생도는 조황색포니테일머리에 미간에 1개 양 뺨에 1개 귀에 귀걸이 모양으로 1개씩 턱선을 따라 6개의 수신기를 박고 있었다 뺨의 수신기는 가는 선으로 코에 연결되어 있다 후축생도는 주황색 단발 머리에 정수리 부분을 귀엽게 묶고 있으며 코에 1개 양 뺨에 직선으로 3개의 수신기를 달고 있다

## 등장

### 질풍전
페인은 질풍전에서 홀로그램으로 아카츠키 모임에 자주 등장했다. 그는 아카츠키의 리더로써, 미수(尾獸)를 봉인할 때 흩어져 있는 멤버들을 모았다. 질풍전의 에피소드가 더해갈수록 얼굴의 부분 부분을 비추기 시작하면서, 코난의 전신이 나올때 함께 나왔다.

### 이타치 뒤쫓기 일주
나가토의 옛 스승인 지라이야는 개구리를 이용해 비 마을에 잠입한다. 지라이야가 개구리 속에서 완전히 나왔을 때, 나가토는 비를 방해하는 무언가를 느꼈다. 나가토는 코난에게 침입자를 수색하라는 명령을 내리고 비를 그치게 했다. 코난이 수십개의 종이나비로 변신해 수색하러 갔을 때, 나가토는 천도를 축생도로 바꾼다음 지라이야 수색에 나섰다. 지라이야는 금세 비 마을 닌자의 몸 안에 숨고 비 마을을 깊게 수색하기 시작하는데 코난에게 잡힌다. 지라이야는 비 마을 닌자의 그림자에서 나오고 코난과 대결을 하기 시작하지만, 기름공격으로 코난을 뒤덮어 버린다. 그때 나가토가 코난을 구하기 위해 소환수를 이용해 코난의 몸에 묻은 기름을 다 씻어낸다. 그 후에 카멜레온을 소환해 위장술을 쓴다. 지라이야는 결계·천개법진(結界・天蓋法陣)을 이용해 돔 형식의 방어막과 소환법을 이용해 가마켄(ガマケン)을 소환한다. 그와 동시에 나가토도 소환술을 쓰는데, 이번에는 머리가 여러개 달린 개를 부른다. 지라이야는 그 소환수와 싸우는데, 소환수는 재생능력을 갖고있으며, 거의 모든 가마켄의 공격을 피하하여, 힘들게 위치를 유지한다. 하지만 지라이야가 나가토의 개들을 두꺼비의 뱃속에 가두어 둠으로 인해 소화시켜버린다. 나가토는 이번에는 새를 소환하였는데, 그 새는 지라이야를 따라다니며 공격했지만, 결국엔 타 죽어 버린다. 또 다른 동물을 소환한 나가토의 소환수 코뿔소도 또한 가마켄에게 처치되었다. 나가토는 마지막으로 거대황소를 소환하는데, 그때에 지라이야의 방어막이 사라지면서 황소를 날려버린다. 나가토가 소완한 모든 소환수들을 상대한 지라이야는 선인모드를 작동시키며 후카사쿠(フカサク)와 시마(シマ)를 소환하며 나가토의 카멜레온도 죽이는데, 그와 동시에 숨어있던 축생도를 찾아낸다. 그 후 아귀도와 인간도가 지라이야를 상대하기 위해 소환된다.
인간도는 지라이야에게 머리를 맞은후 앞을 볼수 없게 되지만, 지라이야를 죽이려고 힘쓴다. 그 다름 지라이야는 아귀도, 인간도, 그리고 축생도를 선법:고우위문(고에몬)(仙法:五右衛門)을 이용해 다 타버리게 하려 했지만, 지라이야의 선법은 아귀도에게 흡수되어 버린다. 그 후 지라이야는 대옥나선환(大玉螺旋丸)을 쓰지만, 이것 역시 흡수되어 버린다. 그 다음엔 인간도가 공격을 시작하고, 축생도는 두꺼비들로 인해 방해를 받는다. 그 후 지라이야가 선법:천개의 털 바늘(모침 천본)(仙法:毛針千本)을 이용해 공격을 한다. 하지만 축생도가 거대판다를 소환하여 공격을 막았다. 지라이야는 그들의 공격을 간파하고 파이프 안으로 들어가 탈출한다. 파이프에 있을 때는 윤회안의 빈틈을 찾기위해 환법(幻法)을 쓴다.
세 페인들은 지라이야를 쫓지만, 지라이야의 환법에 걸린후 죽임을 당한다. 하지만 지라이야가 떠나면서 방심한 찰나에 페인에게 공격을 당하게 된다. 죽었던 페인들은 지옥도의 능력으로 인해 다시 살아난다. 나중에 지라이야는 축생도를 죽이지만, 후에 페인들에게 처참하게 살해당한다. 지라이야의 시체는 바닷속 깊은곳으로 떨어지고, 나가토는 옛 스승에게 경의를 표하며 짧은 묵념의 시간은 가진다.

### 츠지구모 일족 금술(禁術) 일주
애니메이션에서 나가토가 축생도의 새로운 몸을 구하고 난 후, 안개마을의 탈주닌자인 우타카타(ウタカタ)속에 있는 육미(六尾)를 잡는 임무를 맡았다. 육미를 수색하는 도중에, 축생도는 머리가 여러개 달린 개를 소환해 츠구리가 이끄는 안개마을의 추적닌자 무리를 발견하고 죽인다. 우타카타가 츠쿠리와 그의 무리들에게 자신을 포위하라 하려했지만, 페인을 찾았다. 페인은 우타카타에게 우타카타의 육미가 페인의 이상의 세상을 만들기 위해 필요하다고 설명하며 우타카타를 포획해 데려갔다.

### 페인의 나뭇잎마을 정복
구미(九尾)와 팔미(八尾)를 남겨두고, 페인과 코난은 나뭇잎 마을에 도착한다. 도착하자 마자 마을 경계를 지키는 수비닌자들 제거하고나서, 두 팀으로 나누어서 나뭇잎 마을에 침입한다. 나가토는 수라도, 아귀도, 그리고 축생도를 양동 팀으로 나누어 닌자들을 유린하게 만들고, 천도, 인간도, 지옥도, 그리고 코난을 수색팀으로 나누어 나루토를 찾는다. 여섯의 페인들은 임무를 따르며 나뭇잎 마을을 파괴하는데, 그중에 천도는 하타케 카카시와 맞딱뜨린다. 수라도가 천도를 보조해주며 카카시의 동료들돠 싸우지만, 수라도는 파괴되었다.
나뭇잎 마을 안에서는 남은 페인들은 나뭇잎 닌자들에 맞서며 자신의 임무에 힘을 다하고 있었다. 천도는 5대 호카게 츠나데에게 찾아가 나루토의 위치를 묻는다. 하지만 츠나데는 거절한다. 다른 곳에서는 인간도는 자신특유의 심문능력을 이용해 시즈네의 마음을 읽어 나루토가 묘목산에 있다는걸 알아낸다.　그 즉시 모든 페인은 나뭇잎 마을을 벗어나고, 천도는 츠나데에게 나뭇잎 마을은 고통에 무지하기 때문에 고통을 가르쳐 주겠다고 한다. "고통을 느껴라, 고통을 생각해라, 고통을 납득해라라, 고통을 알아라. 고통을 알지 못하면 참 평화도 알지 못한다"(「痛みを感じろ痛みを考えろ痛みを受け取れ痛みを知れ痛みを知らぬものに本当の平和分からん」)라는 말과 함께 신라천정(神羅天征)을 사용하여 나뭇잎 마을을 초토화 시킨다.
인법이 끝나고 연기가 가라앉을 때 즈음에 천도는 나루토가 세 마리의 두꺼비들과 돌아온것을 확인한다. 초토화 돼버린 자신의 마을을 본 나루토는, 보복으로 츠나데를 공격 하려하는 다시 살아난 수라도를 나선환으로 한방에 박살내 버린 후, 남은 페인들을 상대한다. 축생도는 나루토와 싸우기 위해 소환수들을 부르고, 나루토의 두꺼비들은 페인의 소환수들과 싸우고 나투로는 두꺼비 대련술로 아귀도를 죽인다. 그 다음, 나루토는 풍둔:나선수리검(風遁：螺旋手裏剣)을 이용해 인간도를 세포 분해후, 가마분타(ガマブン太)와 협력해 축생도를 상대해 승리한다.
넷의 페인이 죽은 후 남은 천도는 지옥도를 지킨다. 지옥도는 바로 아귀도를 살려내었다. 그렇게 살아난 아귀도는 나루토의 두 번째 나선수리검을 흡수해 버리는데, 그것은 단지 나루토가 아귀도를 처리하기 위함이었다. 그때 힘이 되돌아온 천도는 아귀도가 나루토의 차크라를 빨아들여 무능하게 만들으려 나루토를 잡았지만, 나루토의 선법 차크라를 빨아들인 아귀도는 두꺼비의 모습을 갖기 시작하다가 돌로 변해버렸다. 이 빈 틈을 타 나루토는 탈출했지만 다시 천도에게 붙잡혀 차크라 방해 무기들이 몸에 꽃히게 된다. 그때 천도는 나루토에게 이 모든 것의 이유는 닌자시스템이 세상에 가져온 돌고도는 증오, 고통, 시련, 그리고 전쟁을 소멸시키고, 미수들을 이용해 세상의 모든 갈등을 없애고 평화를 가져오기 위함이라고 설명한다. 그리고는 나루토에게 더 좋은 방법이 있냐고 묻지만 나루토는 대답할 수 없었다.
천도가 나루토를 데려가기 전, 휴우가 히나타가 나타나 나루토를 지키려고 한다. 그때에 히나타는 죽음 직전까지 가게 되었는데, 그로 인해 광분한 나루토는 구미의 증오심과 차크라와 싱크로해 육미(六尾)상태가 되었다. 그때의 천도는 육미의 나루토를 상대하기에 불가능한 상태로, 나가토와 가까운 곳으로 후퇴한다. 나가토의 본체와 가까워진 천도는 지폭천성(地爆天星)으로 나루토를 구(球)형의 지구의 잔여물안에 나루토를 가둔다. 나가토의 승리가 보일 때 즈음에, 나루토가 팔미(八尾)로 진화해 지폭천성에서 벗어난다. 더 큰 원구를 만들어야 하는 것을 깨달은 천도는 원구를 더욱 크게 만들기 위해 힘을 무리하게쓰고, 팔미 이상이 되면 나루토의 의식속에서 자신이 깨어나도록 술식을 짠 미나토가 나타나 나루토의 구미 봉인을 다시 걸어준다 원래의 상태로 돌아온 나루토는 부서진 잔해 속에서 나왔다.
나루토는 좀 전에 들은 천도의 설교로 인해, 나가토의 본체와 만나 얘기하고 싶어했지만, 천도는 받아들이지 않고 공격했다. 나루토는 나선수리검을 두 번이나 실패하였지만, 천도가 가진 약점(다음 인술을 펼치기 까진 최소 5초가 걸린다)을 이용하여 완벽한 시간조절로 천도를 무너뜨렸다. 나루토는 천도의 차크라 수신기 중 하나를 때 자신에게 삽입해 차크라 역수신을 시도해 나가토의 위치를 알아냈다. 지라이야의 죽음과 나뭇잎 마을을 파괴한 장본인인 나가토에게 화가 나있었던 나루토이지만, 침착하게 지라이야의 제자로써 나가토에게 질문을 시작했다. 나루토는 어떻게 옛 스승의 가르침에서 그만큼 멀어질수가 있는가를 질문했다. 나가토는 나루토가 자신이 생각하는 이상의 평화와 동의할 것을 기원하며 자신의 과거와, 자신의 인생에 있었던 비수같은 고통들과, 고통만이 세상을 구원할 수 있는 이유를 설명했다.
나투로는 나가토의 궁극적인 결론에 동의하였지만, 지라이야의 가르침과 너무 다른 나가토의 결론을 받아들이지 않았다. 그와 함께, 나루토는 나가토의 평화를 가져오는 방법에 대한 선문(先問)에 대해 "증오의 굴레를 소멸하는 것"이라고 대답했다. 나루토는 나가토를 죽이는 것은 단지 복수의 굴레를 영구화 시키는 것이라고 판단하기에 이른다. 나가토는 나루토의 결정에 감탄하고, 지라이야의 가르침을 회상하며, 나루토의 대답에 따르기로 결정했다. 나가토는 외도:윤회천생술(外道:輪廻天生の術)을 이용해 자신으로 인해 사망한 나뭇잎 마을 사람들을 부활시켜주었다. 빨간 머리가 백발이 될 정도로 너무 많은 차크라와 스테미너를 소진한 나가토는 마지막으로 자신의 목숨을 인술의 대가로 지불한다. 나가토는 죽기 전, 나루토의 평화의 꿈이 이루어지길 바랬고, 나루토와 지라이야의 책을 "참 신의 유산"이라고 여겼다.
나가토는 자신의 스승과 같이 얼굴에 미소를 머금고 눈을 감았다.
- 인주력 봉인 일주

나가토는 마다라와 동맹을 맺고싶은 카부토로 인해 부활한다. 부활한 나가토의 원래의 머리색인 빨간색이 아닌, 흰 백발을 갖고있었지만, 몸 상태는 예전과 다름없이 거동이 불편했다. 하지만 항상 등 뒤에 꽂고있던 차크라 수신기는 갖고있지 않았다.

### 닌자세계대전 일주
나가토는 카부토와 마다라가 전쟁을 선포함과 동시에 소환되었다. 그는 이타치와 카쿠즈와 마찬가지로 전쟁을 위해 쓰이게 되었는데, 걸을수가 없는 나가토는 우치하 이타치의 도움으로 걷게된다. 밤이 되고 싸움이 멎었을 때에, 나가토는 이타치와 둘이 남겨진다. 그들은 걸으며 예전 아카츠키에 소속 했었을 때를 회상하며 대화를 하는데, 이타치와 자신은 혈계한계인 강력한 동술로 인해 마다라에게 이용당했다고 말하며, 이타치는 어둠 속에 가려진 진짜닌자로 표현했다. 성지에 잠깐 쉬어갈때 둘은 마다라의 계획과 책략에 대해서 의논했다. 나가토와 이타치는 어떤 산을 향해 가며 예전을 회상하고 있을 때, 나루토와 킬러B와 조우한다. 나가토와 이타치 자신들은 나루토와 다시 대결해야 한다는 사실에 비통해한다.
그와 동시에나가토는 나루토를 다시 만났다는 것에 기뻐하며, 나루토의 인주력으로써의 상태에 대해 질문하고, 구미를 제압하고 나루토 자신 안에 있는 증오를 뛰어넘음에 극찬한다. 강제로 나루토와 킬러B를 공격해야 하는 나가토와 이타치는 공격에 앞서 곧 닥칠 이타치의 공격과, 우치하 일족 말살사건의 전말을 알게되고 경악을 금치 못한다. 나가토는 만상천인(万象天引)으로 나루토와 큰 바위를 충돌하게 하는데, 자신의 공격을 튕겨낼수 있는 나루토의 능력에 감탄한다. 그리곤 나루토와 킬러B에게 자신과 이타치를 떨어뜨려 놓으라고 한다. 걷지 못하는 나가토 자신은, 소환술을 이용해 자신의 소환수인 개와 새를 불러들이고 자신도 이젠 날수 있다고 농담을 한다.
나루토와 대결하게 된 나가토는, 자신의 개는 그 어떤 괴력으로도 파괴될 수 없으니 자신을 공격하라고 지시한다. 나가토는 이타치의 변화를 감지하고, 이타치가 아마테라스(天照)를 쓰려고 한다고 나루토를 주의시탄다. 하지만 나가토는 자신의 소환수들이 공격을 당하는 것을 보고 그 까마귀가 무엇인지를 묻는다. 그때 이타치는 나가토에게 돌아서서 아마테라스로 공격을 하고 나가토는 이타치의 변화를 깨닿는다. 나가토는 아마테라스의 불들에 삼켜져 바닥으로 추락하지만, 신라천정을 이용해 다른 이들을 자신에게서 멀어지게 만든다.
카부토로 인해 의식이 제거된 나가토는, 다시 재생해 자신의 카멜레온을 소환해 그 입 속 안으로 피한다. 그리고 그 안에서 거대한 신라천정을 이용해 상대들을 놀래킨 후 킬러B에게 다가가 공격하지만, 팔미(八尾)버전2의 킬러B와 뢰이열도(雷犂熱刀)로 오히려 공격당한다. 하지만 나가토가 갖고있는 아귀도의 능력으로 킬러B의 차크라를 흡수한다. 이로 인해 나가토의 몸은 외도마상을 부르기 전 상태로 돌아가고, 자신의 카멜레온을 이용해 나루토를 포박한후 영혼을 가져가려 한다.
나가토가 나루토의 몸과 영혼을 카부토에게 보내기 위해 지옥의 왕을 소환했을 때, 킬러B가 나가토를 절단시킨후 나루토를 살리려고 하지만, 수라도의 두 팔로 나가토는 킬러B를 막고, 나머지 두 팔은 나루토의 영혼을 거의 다 빼내기까지 이른다. 하지만 그때 이타치가 자신의 수사노오(須佐能乎)를 이용해 나가토를 막는다. 그래서 나가토는 지폭천성을 이용해 그 셋을 포획하려 하지만, 이타치의 야사카의 곡옥(八坂ノ勾玉), B의 미수옥(尾獣玉), 그리고 나루토의 나선수리검으로 인해 나가토의 인술준비가 끝나기도 전에 막는다. 마지막 공격으로 인한 연기가 사라졌을 때 나가토는 자신의 의식이 돌아오고, 수사노오의 토츠카의 검이 자신에게 꽂혀있는 것을 발견한다. 나가토는 이타치에게 봉인 되기 전 마지막 순간에 나루토에게, "지라이야 호걸담....훌륭한 이야기였다 나는 속편이었어. 언제나 그렇듯 엉망이었지. 나루토, 실패작인 나를 가릴수 있을정도의 걸작이 되거라....."라고 한다 이 장면은많은 감동을 준 장면 나가토는 토츠카의 검이 자신을 봉인할때에 이제서야 지라이야와 함께할 수 있다고 말하며 작별인사를 하였다.

## 나가토의 유산
나가토의 죽음 후, 아카츠키와 더 이상 관련되어 있을 이유가 없어진 코난은 아카츠키를 탈퇴했다. 코난은 나가토와 천도(야히코)의 시체를 비 마을로 갖고와 장례를 치웠다. 두 사람은 아카츠키의 유니폼을 입고 꽃으로 꽉 찬 성지에 눞혀졌다. 나루토가 어지러운 닌자세계에 평화를 갖고올것이라는 것을 믿고 죽어간 나가토를 지켜본 코난은 비 마을은 나루토의 미래를 위해 충성을 다할 것을 맹세한다.
마다라는 나가토의 죽음에 놀랐고, 나가토의 윤회전생술을 사용함으로 자신을 "배신"한것에 대해 격노했다. 마다라는 후에 나루토 앞에 나타나 어떻게 나가토의 마음을 움직였는지 묻는다. 나루토는 단지 권력에만 집착하는 마다라와는 달리, 나가토는 진심으로 평화를 원했다고 대답했다.
나가토의 죽음으로, 토비(오비토)는 나가토의 윤회안을 가져가기로 마음먹었다. 그는 비 마을로 건너가 코난에게 윤회안의 위치를 물었다. 하지만 코난은 대답하기를 거절하고 나가토의 몸을 지키기 위해 온 힘을 다해 맞섰지만 패배했다.
그 후 토비(오비토)는 나가토의 시체를 찾고, 그는 나가토가 세 번째 육도였다고 말한다. 토비(오비토)는 미소를 띄며 죽어간 나가토를 보고 계속되는 배신에 조롱당하는 기분이라 표현했다. 그리고 나가토를 다른 디멘션에 있는 "실험실"로 데려가 눈 하나를 자신의 왼쪽 눈으로 만든다.

## 같이 보기
- 나루토의 등장인물 목록